# Acmella grandiflora
Acmella grandiflora là một loài thực vật có hoa trong họ Cúc. Loài này được (Turcz.) R.K.Jansen mô tả khoa học đầu tiên năm 1985.